# یواس‌اس ترامبول (۱۸۰۰)
یواس‌اس ترامبول (۱۸۰۰) (به انگلیسی: USS Trumbull (1800)) یک کشتی بود. این کشتی در سال ۱۸۰۰ ساخته شد.